# Montagny-Sainte-Félicité

Montagny-Sainte-Félicité este o comună în departamentul Oise, Franța. În 1 ianuarie 2022 avea o populație de 431 de locuitori.